# Central Queensland University
Die Central Queensland University (CQU) ist eine öffentliche Universität in Australien. Der Hauptcampus der CQU liegt im Norden von Rockhampton im Bundesstaat Queensland. Zu der multikulturellen Universität gehören viele regionale und internationale Campusanlagen.

## Geschichte
Die CQU nahm den Betrieb 1967 als Capricornia Institute of Advanced Education auf und wurde zwei Jahre später in University College of Central Queensland (UCCQ) umbenannt. 1992 wurde daraus eine offizielle Universität unter dem Namen University of Central Queensland. Der aktuelle Name wurde 1994 eingeführt. Im selben Jahr entwickelte die CQU die Partnerschaft mit Campus Group Holdings (CGH), die darauf abzielte, neue Campusanlagen in australischen und internationalen Ballungsräumen zu eröffnen. 2001 verlieh Peter Beattie, der Premierminister von Queensland, der Hochschule den Premier’s Export Award dafür, dass sie von allen tertiären Bildungseinrichtungen in Queensland die meisten Auslandsstudenten stellte. Der Good Universities Guide zeichnete die CQU 2003 in sieben Kategorien mit fünf Sternen aus, womit sie unter allen australischen Universitäten die mit den meisten Spitzenplatzierung war.

## Organisation
Die CQU wird vom CQU Council, bestehend aus Kanzler, Vizekanzler und sowohl gewählten als auch ernannten Abgeordneten geleitet. Die CQU gliedert sich in drei Fakultäten, die jeweils von einem Dekan (Executive Dean) geführt werden:
- Business and Informatics (deutsch: Wirtschafts- und Informationswissenschaften)
- Arts, Humanities and Education (deutsch: Kunst, Geisteswissenschaften und Erziehung)
- Sciences, Engineering and Health (deutsch: Naturwissenschaften, Ingenieurwesen und Gesundheit)

Vor der Umstrukturierung, die Ende 2005 durchgeführt wurde, bestand die Universität aus fünf Fakultäten. 

## Campusanlagen

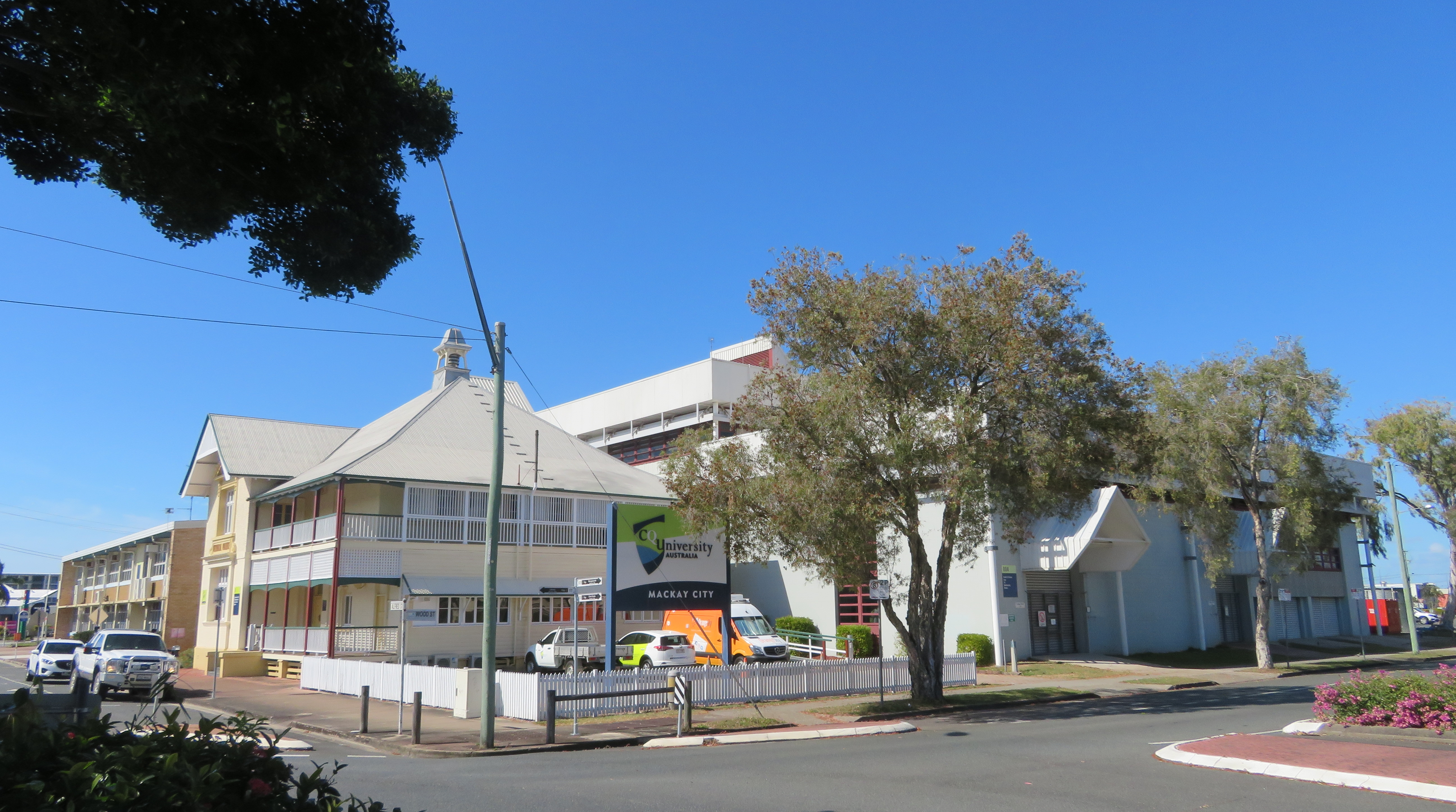
Campus in Mackay

Neben dem Campus in Rockhampton befinden sich in Mackay, Gladstone, Bundaberg, Noosa und Emerald jeweils ein regionaler Hauptcampus, was auf die Zeit des Institute of Technology zurückgeht. Seit 1994 sind in Zusammenarbeit mit der CGH auf den Fidschiinseln, in Hongkong und Singapur, sowie in Australien neue Campusanlagen und Lehreinrichtungen entstanden, wobei die australischen speziell auf Auslandsstudenten ausgerichtet sind. Sie sind als Australian International Campuses (AIC's) bekannt und befinden sich in Brisbane, an der Goldküste, in Melbourne und Sydney. Außerdem hat die CQU auch eine nennenswerte Zahl von Studenten, die via Fernunterricht studieren.

## Lehrangebot
An der CQU werden Kurse in einem breiten Spektrum von Fachgebieten angeboten, wobei der Schwerpunkt auf Ingenieurwesen, Informationstechnologie sowie Betriebs- und Volkswirtschaftslehre liegt. Weiterhin gehören unter anderem auch Medizin, Biologie, Chemie, Psychologie, Soziologie, Geisteswissenschaften und Darstellende Künste zum Lehrangebot der Universität.

## Zahlen zu den Studierenden
2020 waren 25.632 Studierende an der CQUniversity eingeschrieben (2016: 21.690, 2017: 23.260, 2018: 25.106, 2019: 27.031). 14.793 davon (57,7 %) hatten noch keinen ersten Abschluss, 14.230 davon waren Bachelorstudenten. 8.272 (32,3 %) hatten bereits einen ersten Abschluss und 645 davon arbeiteten in der Forschung. 15.343 (59,9 %) Studenten waren weiblich, 10.260 (40,0 %) waren männlich.

## Kritik
Die CQU wurde 2006 von Auslandsstudenten, die auf dem Campus in Melbourne studierten, kritisiert. Sie sahen sich als Opfer von Ausbeutung und bezeichneten sich aus Protest selbst als Cash Cows, nachdem in einem Fach im Bereich Steuern und Rechnungswesen die Mehrheit der Prüflinge durchgefallen war. Sie beschwerten sich über mangelhafte Ausstattung und dass ihnen keine Möglichkeit gegeben wurde, gegen ihre Benotung Widerspruch zu erheben. Die Universität stellte sich demgegenüber auf den Standpunkt, dass nur die 38 % der Studenten, die die Prüfung bestanden hatten, den hohen akademischen Standards des Faches genügten.